# Chiesa di San Floriano (Lavarone)
La chiesa di San Floriano è la parrocchiale di Chiesa, frazione di Lavarone, in Trentino. Appartiene alla zona pastorale Valsugana - Primiero dell'arcidiocesi di Trento e risale al XIII secolo.

## Storia

### Fondazione e primi secoli

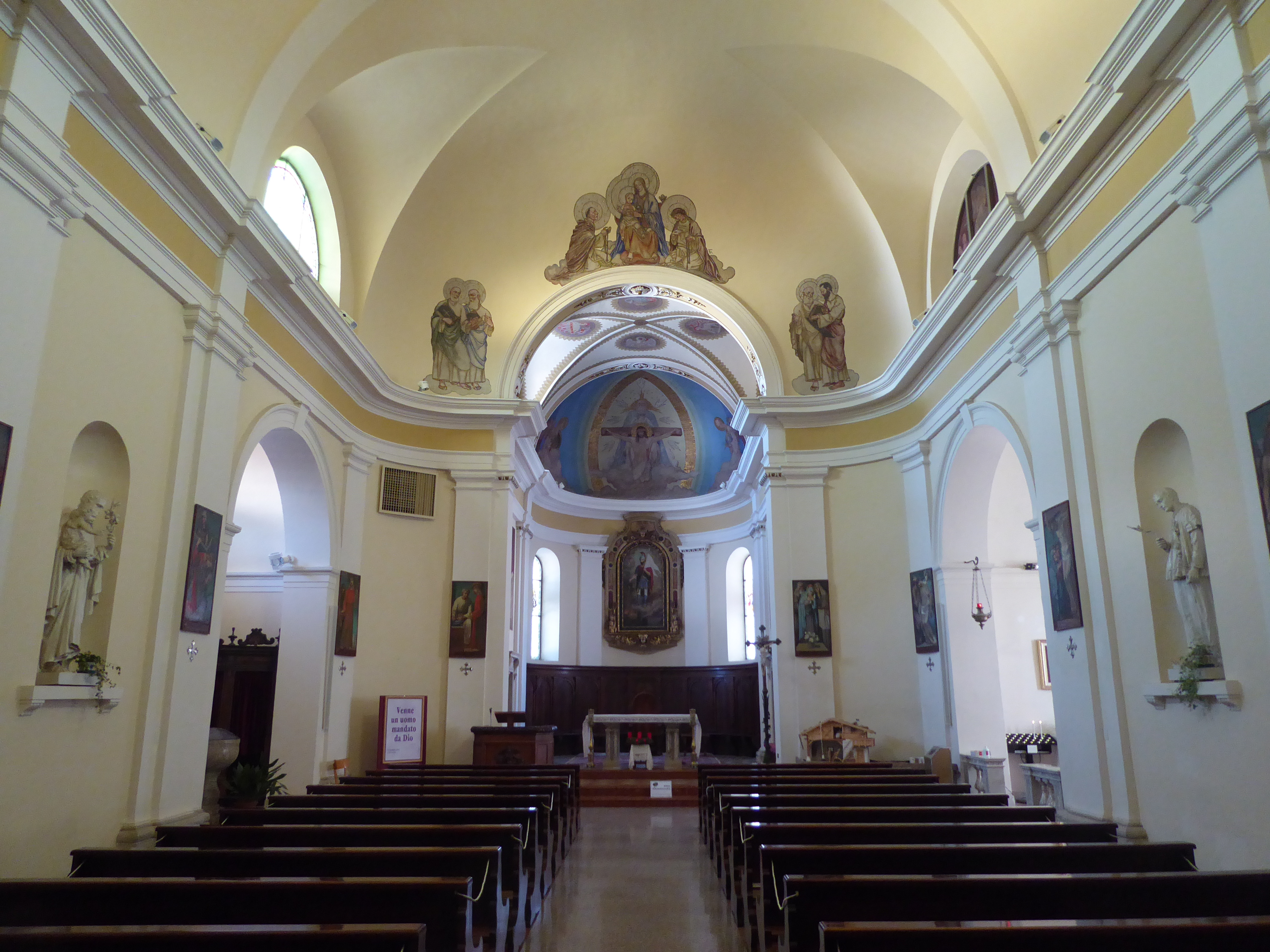
Interno

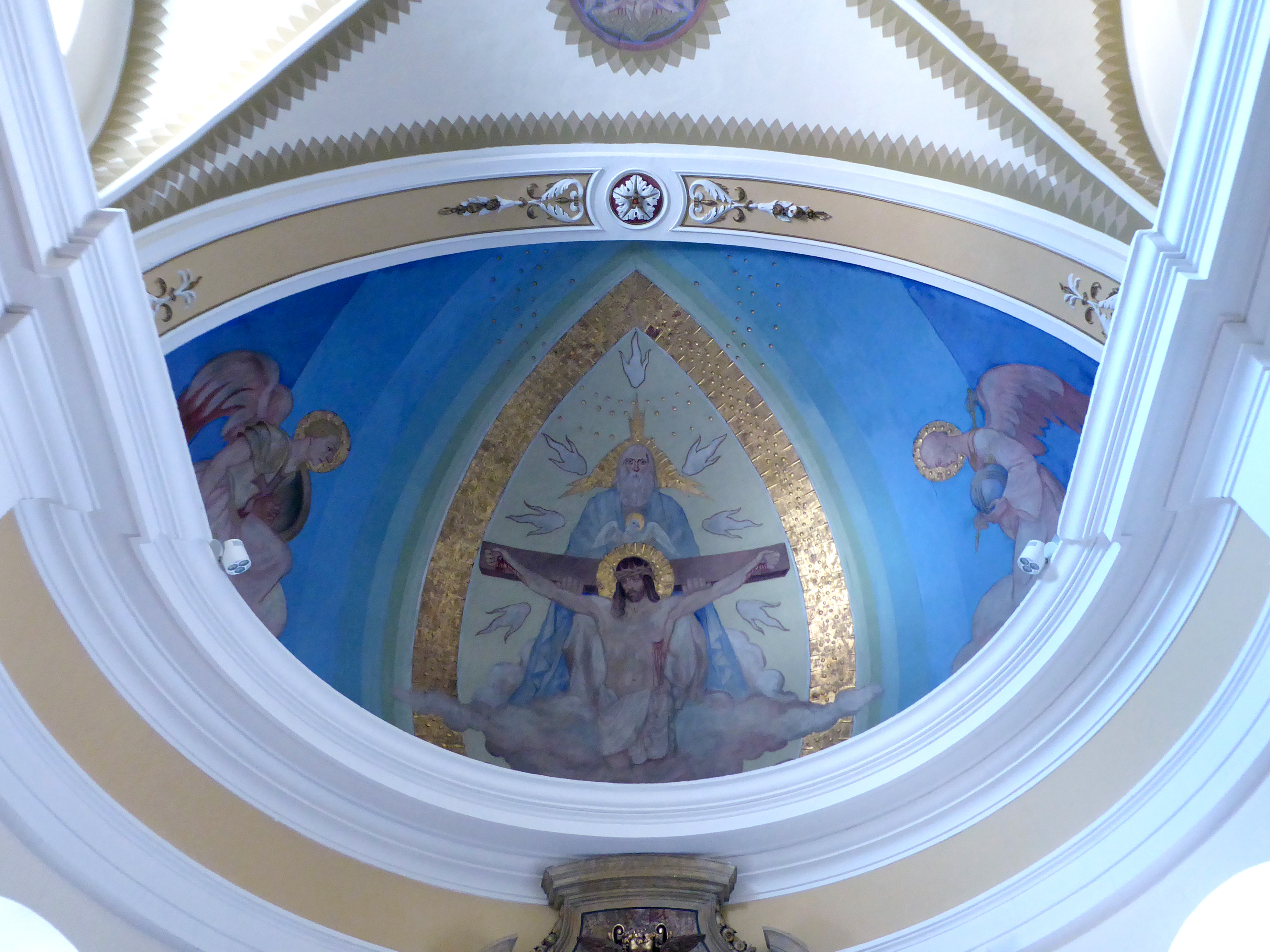
Affresco del catino absidale

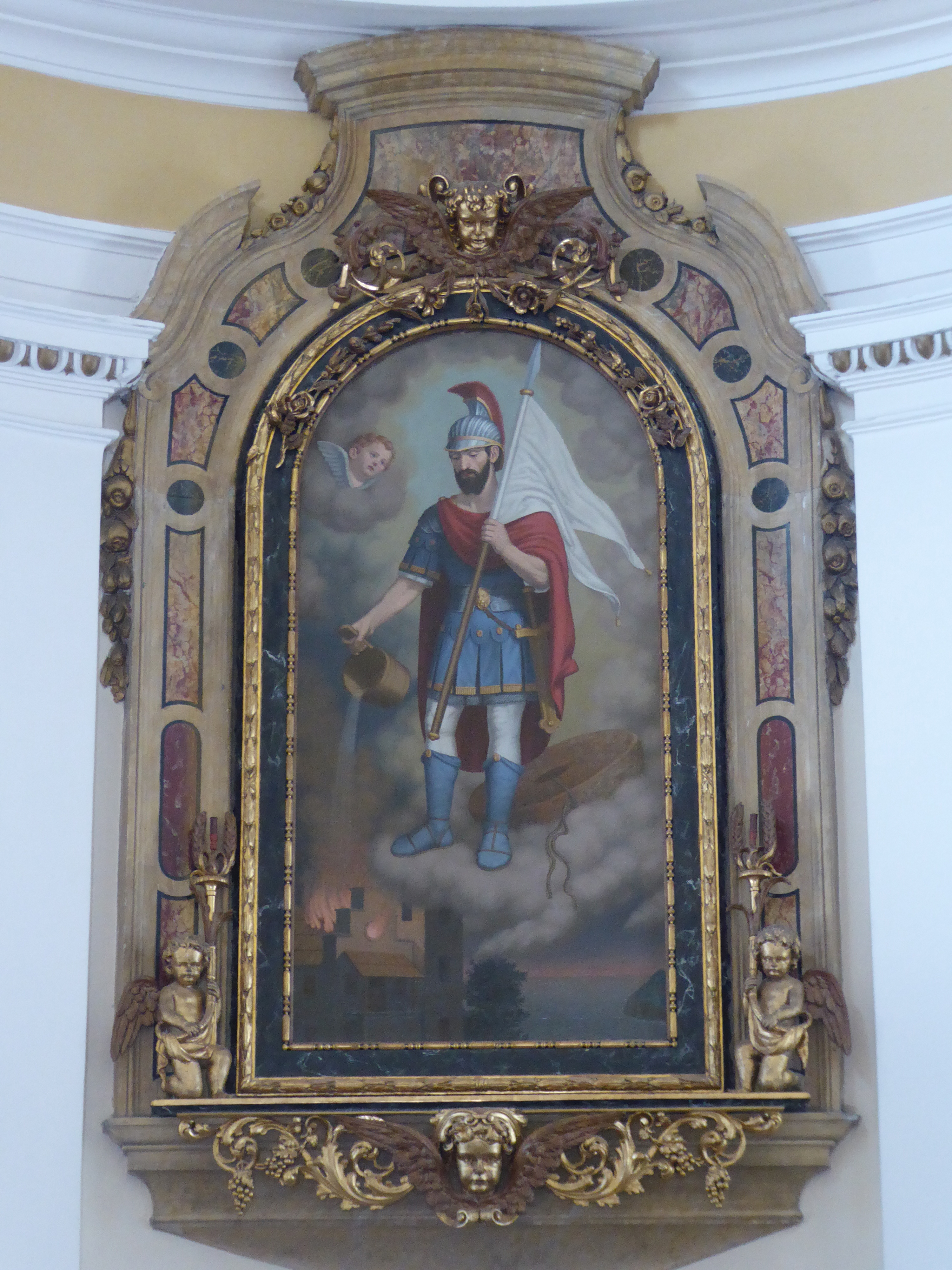
Pala d'altare raffigurante San Floriano

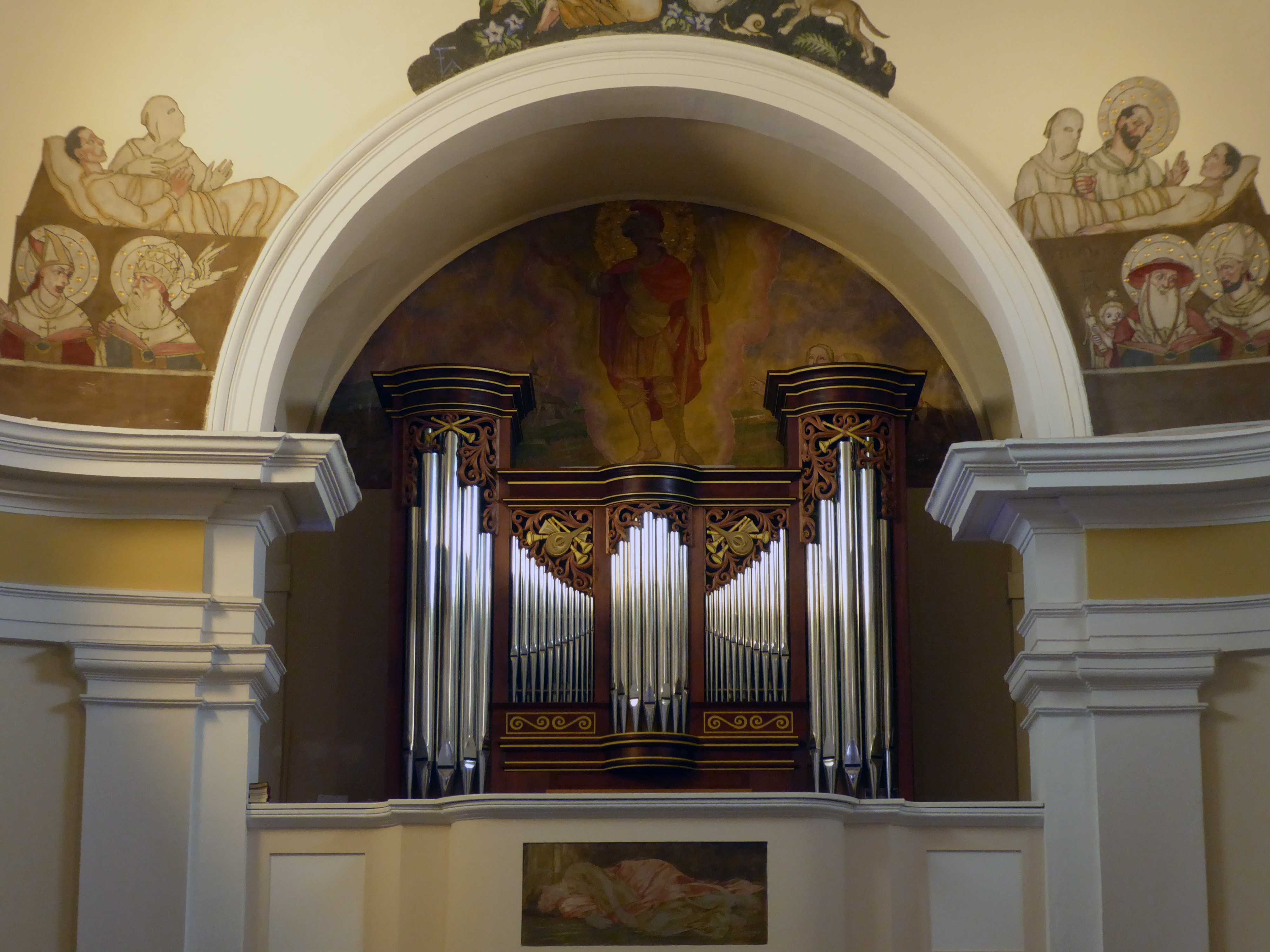
Organo

La prima chiesa nella frazione Chiesa di Lavarone viene citata in un documento del 1278 dove è descritta come chiesa nei boschi sussidiaria della pieve di Calceranica, la chiesa di Santa Maria Assunta. In quel periodo il territorio rientrava nella giurisdizione della diocesi di Feltre, e già nel 1276 sul posto era presente un piccolo ospizio per pellegrini, quindi è probabile che accanto vi fosse la piccola chiesa.
La chiesa venne elevata a dignità di chiesa parrocchiale nel 1490, durante il dominio della Repubblica di Venezia, ma questo titolo non venne mantenuto a lungo, probabilmente per motivi economici, ritornando curazia.
Nel 1520 la chiesetta fu oggetto di ampliamento, la parte storica divenne la cappella della Madonna e il nuovo edificio ebbe la navata che, in lunghezza, arrivava sino al recente fonte battesimale. Nel 1667 riottenne dignità parrocchiale e attorno vi fu costruito il cimitero della comunità.
Nella seconda metà del XVIII secolo la chiesa risultò non più sufficiente per le esigenze dei fedeli, che erano aumentati molto di numero, ma i progetti di ampliamento vennero frenati dalla vicina comunità di Cappella, che ottenne la concessione di un suo luogo di culto, la chiesa di Santa Maria Assunta, eretta nel 1759.
Nel 1786 si registrò il passaggio dell'intera area dalla giurisdizione ecclesiastica della diocesi di Feltre a quella di Trento.

### Dal XIX secolo
Nel 1837 fu possibile procedere con il nuovo ampliamento da tempo atteso e i lavori portarono ad un diverso orientamento dell'edificio mentre la torre campanaria venne sopraelevata. Inoltre fu costruita una cella campanaria di maggiori dimensioni e venne realizzata la sua copertura a cipolla. Il vescovo di Trento Giovanni Nepomuceno de Tschiderer, a lavori conclusi, consacrò solennemente la chiesa il 2 settembre 1840.
Negli ultimi decenni del secolo sulla torre venne installato un orologio. La parte absidale venne arricchita di nuove finestre con vetrate policrome e di stuccature e decorazioni. Nel 1912, mentre erano in corso rifacimenti di intonaci nella cappella della Madonna vennero recuperati antichi affreschi del XVI e XVII secolo.
Nel 1912 vi fu una nuova modifica nella giurisdizione ecclesiastica e le due chiese parrocchiali di San Floriano di Lavarone e di Santa Maria Assunta di Lavarone Cappella si staccarono dal decanato di Levico e confluirono in quello di Folgaria. Fa parte dell'unità pastorale "Regina della Pace" costituita il 30 settembre 2012.
Durante il primo conflitto mondiale la chiesa subì alcuni danni dovuti agli eventi bellici ed all'incuria perché la popolazione venne evacuata a Braunau am Inn, quindi nel primo dopoguerra fu restaurata e fu necessario sostituire le campane che erano state requisite dal comando austriaco con altre nuove fornite dalla fonderia Colbacchini. Ottenne dignità arcipretale nel 1927.
Negli anni trenta Sebastian Anton Fasal decorò parte degli interni con i suoi affreschi murali. Negli anni sessanta nella cantoria in controfacciata fu collocato un organo a canne a trasmissione elettrica e la cappella della Madonna venne rinnovata nella sua pavimentazione. L'antico altare maggiore, in seguito all'adeguamento liturgico, venne demolito.
Nuovi lavori seguirono nel 1972, con la sostituzione del pavimento della sala utilizzando granito rosa di Baveno ed il trasferimento del fonte battesimale nella cappella sinistra.
Nel 1981 fu rinnovata la copertura del tetto eliminando le tegole di amianto e nel 1989 molti degli intonaci vennero rifatti. Nel prospetto principale Marco Bertoldi sostituì con un suo dipinto quello deteriorato di Anton Sebastian Fasal. Nel 2014 l'organo è stato sostituito con un nuovo strumento a canne a trasmissione meccanica. Gli ultimi lavori di restauro e consolidamento si sono conclusi nel 2017.

## Descrizione

### Esterni
Il prospetto principale è in stile neoclassico, scandito da quattro alte paraste che arrivano sin quasi al grande frontone triangolare e delle tre parti nelle quali è suddiviso quella centrale contiene il portale di accesso architravato sopra il quale si trova un grande riquadro affrescato. Sono presenti due ingressi laterali sulle fiancate, uno accanto all'antica cappella della Madonna. Torre campanaria e sagrestia si trovano a destra. La torre campanaria e la cappella della Madonna sono le strutture più antiche dell'edificio che nel tempo ha subito molti rimaneggiamenti.

### Interni
La navata interna è unica con due campate centrate longitudinalmente da arcate. La cappella laterale di sinistra ospita il fonte battesimale mentre quella di destra, antica chiesa originaria, è dedicato alla custodia dell'Eucaristia . La controfacciata ospita una grande balconata per la cantoria dove si trova l'organo a canne costruito dalla ditta Andrea Zeni di Tesero nel 2014 in sostituzione del precedente realizzato dalla ditta La Fonica di Padova. Il presbiterio è leggermente rialzato e vi si accede dall'arco santo.

### Aspetti artistici e storici
Sulla facciata il dipinto murale sopra il portale è opera di Marco Bertoldi. L'interno è arricchito da dipinti murali di Anton Sebastian Fasal realizzati negli anni trenta e dalla Via Crucis lignea dipinta da Marco Bertoldi. L'altare maggiore in marmo è del 1840, anno della consacrazione del nuovo edificio. La pala d'altare nell'abside, in una cornice barocca e raffigurante San Floriano, è del XVIII secolo.